# Terratrèmol de Yunnan de 2009

Província de Yunnan

Terratrèmol de Yunnan de 2009 va ser un moviment tel·lúric de 5,7 en l'escala sismològica de Richter que va afectar la província de Yunnan a la Xina el 9 de juliol del 2009. Almenys una persona va morir i un nombre aproximat de 30 van resultar ferides.

## Descripció tectònica
A les 11:19:27 del temps universal i quan a la Xina eren les 19:19:27 (7 de la nit, 19 minuts i 27 segons), es va produir un terratrèmol l'epicentre del qual va estar en les coordenades 25° 37′ 08″ N, 101° 05′ 10″ E / 25.619°N,101.086°E, i que va comprendre un epicentre de 200 quilòmetres que inclouen Guantun, des de Kunming, la capital provincial, cap al nord-est de la ciutat de Dali. La profunditat del sisme va comprendre 10 quilòmetres. Després del sisme principal, es van registrar vuit rèpliques breus. Un dels més forts va registrar la magnitud 5,0 en l'escala de Richter i va ocórrer el 10 de juliol a les 09:02:04 o a les 17:02:04 hora local. El seu epicentre es va localitzar en les coordenades 25° 37′ 37″ N, 100° 56′ 56″ E / 25.627°N,100.949°E.

## Danys i pèrdues humanes
El terratrèmol va destruir 10 mil cases i 30 mil més van resultar seriosament afectades. Una persona ha mort i 300 persones han resultat ferides, 50 de les quals greus. El departament d'assumptes civils de la província de Yunnan va desplegar 4.500 tendes com a part del seu programa d'atenció als damnificats.